# Lesslie
Lesslie es un lugar designado por el censo ubicado en el Condado de York, en el estado estadounidense de Carolina del Sur. La localidad en el año 2000 tiene una población de 2.268 habitantes en una superficie de 5.9 km², con una densidad poblacional de 146.3 personas por km². 

## Geografía
Lesslie se encuentra ubicado en las coordenadas 34°53′25″N 80°57′23″O / 34.89028, -80.95639. Según la Oficina del Censo, el pueblo tiene un área total de 15,5 km² (6 mi²), de la cual 15,4 km² (5,9 mi²) es tierra y 0,1 km² (0 mi²) (0.0%) es agua.

### Localidades adyacentes
El siguiente diagrama muestra a las localidades en un radio de 16 kilómetros (9,9 mi) de Lesslie.

## Demografía
En el 2000 la renta per cápita promedia del hogar era de $44.167, y el ingreso promedio para una familia era de $52.125. El ingreso per cápita para la localidad era de $19.215. En 2000 los hombres tenían un ingreso per cápita de $35.441 contra $26.507 para las mujeres. Alrededor del 4.90% de la población estaba bajo el umbral de pobreza nacional. 